# Church Point
Church Point és una població dels Estats Units a l'estat de Louisiana. Segons el cens del 2000 tenia 4.756 habitants.

## Demografia
Segons el cens del 2000, Church Point tenia 4.756 habitants, 1.720 habitatges, i 1.202 famílies. La densitat de població era de 667,7 habitants/km².
Dels 1.720 habitatges en un 38,1% hi vivien nens de menys de 18 anys, en un 46,4% hi vivien parelles casades, en un 18,1% dones solteres, i en un 30,1% no eren unitats familiars. En el 27,3% dels habitatges hi vivien persones soles el 14,9% de les quals corresponia a persones de 65 anys o més que vivien soles. El nombre mitjà de persones vivint en cada habitatge era de 2,68 i el nombre mitjà de persones que vivien en cada família era de 3,26.
Per edats la població es repartia de la següent manera: un 30,6% tenia menys de 18 anys, un 9,3% entre 18 i 24, un 25,9% entre 25 i 44, un 19,6% de 45 a 60 i un 14,6% 65 anys o més.
L'edat mediana era de 34 anys. Per cada 100 dones de 18 o més anys hi havia 79,9 homes.
La renda mediana per habitatge era de 20.365 $ i la renda mediana per família de 27.037 $. Els homes tenien una renda mediana de 26.563 $ mentre que les dones 15.833 $. La renda per capita de la població era de 10.176 $. Entorn del 28,9% de les famílies i el 30,5% de la població estaven per davall del llindar de pobresa.

## Poblacions més properes
El següent diagrama mostra les poblacions més properes.